# Moskalchuk
Moskalchuk (del ruso: Москальчук) es un jútor del raión de Tijoretsk del krai de Krasnodar, en Rusia. Está situado en las llanuras de Kubán-Priazov, en la orilla derecha del Chelbas, frente a Alekséyevskaya, 8 km al sudeste de Tijoretsk y 121 km al nordeste de Krasnodar, la capital del krai. Tenía 132 habitantes en 2010.
Pertenece al municipio Alekséyevskoye.